# Kieran Richardson
Kieran Edward Richardson (Greenwich, Londres, Inglaterra, 21 de octubre de 1984) es un futbolista inglés. Juega de mediocampista y se encuentra sin equipo.

## Carrera juvenil
Comenzó a practicar fútbol en la escuela primaria de Parkwood y su talento era muy bueno para su edad. También fue capitán de su equipo escolar e invitado para que entrenara con el Arsenal Football Club.
Él comenzó a entrenar profesionalmente en el West Ham United. Sin embargo, antes de que él hiciera su debut para los Hammers, el Manchester United lo fichó en el 2001.

## Manchester United
Durante su primera temporada en el Manchester United, Richardson jugó regularmente en el equipo de la reserva. Le dieron la camiseta número 42 para el primer equipo, pero él no pudo hacer su debut con ellos.
Durante el verano 2002, Richardson estuvo implicado completamente con el primer equipo durante su pretemporada. Él hizo posteriormente su debut para el Manchester United el 23 de octubre de 2002 al adelantarse como último suplente en un partido contra Olympiacos en la liga de campeones de la UEFA. Él entonces anotó su primer gol en la copa de liga el 5 de noviembre de 2002 contra el Leicester City, aunque él tenía que hacer su debut en la Premier League para el club en aquel momento. Richardson gozó de su primer paso durante la temporada 2002-03, apareciendo nueve veces y anotando un gol para el primer equipo. Él también desempeñó un papel significativo en el triunfo del equipo juvenil del Manchester United en la FA cup juvenil.
Al principio de la temporada 2003-04, le dieron la camiseta número 23. Parecía que él estaría implicado más con el primer equipo que durante la temporada anterior. Sin embargo, durante esta temporada él no pudo jugar regularmente para el primer equipo. Él apareció solamente tres veces, todas en la copa de Inglaterra y en la FA cup.
Durante la temporada 2004-05, él comenzó a jugar más con el primer equipo. Él jugó nueve partidos y había anotado un gol durante la primera mitad de la temporada. Pero durante el mercado de traspasos de enero, sir Alex Ferguson decidió prestarlo para que ganara más experiencia.
Se hablaba de que Richardson iba a jugar en el Norwich City pero Ferguson dijo que no pues otros jugadores habían ido en el préstamo,  pero cuando el viejo managar de Bryan Robson del West Bromwich Albion puso una oferta por Kieran el préstamo fue hecho inmediatamente. Debajo de Bryan Robson, Richardson era un jugador regular en los primeros once West Bromwich Albion , jugando de mediocampista central. Él anotó tres goles en 12 partidos como titular. A pesar de haber hecho buenos partidos, su equipo terminó último en la tabla.
Al principio de la temporada 2005-06, Richardson declinó un préstamo del West Bromwich Albion en un intento por ganar un lugar regular en Old Trafford. Él hizo su primera aparición en Manchester United en septiembre de 2005, cuando Gabriel Heinze se lesionó, y tuvo que jugar como lateral izquierdo. Él pronto volvió al mediocampo, donde  hizo buenos funcionamientos. En octubre, Richardson celebró su 21r cumpleaños firmando un nuevo contrato de cuatro años con los Red Devils. Él se jugó  36 veces y logró anotar seis goles.
En la temporada 2006-07, Richardson tuvo la oportunidad de jugar principalmente en la FA cup y en la copa de Inglaterra. Sin embargo Richardson empezó a jugar en la reserva después de que tuviera algo de culpa en la derrota contra el Crewe en la copa de Inglaterra. Aunque luego él metería uno de los goles en la semifinal de la FA cup, contra el Watford, ganando 4-1.

## Sunderland
El 16 de julio de 2007 el Manchester vende a Kieran al Sunderland por £ 5,5 millones. Richardson firmó un contrato por 4 años con el Sunderland. Él anotó su primer gol con "Los gatos negros" el 29 de diciembre de 2007 contra el Bolton Wanderers.

## Clubes
| Club                          | País       | Año       |
| ----------------------------- | ---------- | --------- |
| Manchester United             | Inglaterra | 2002-2007 |
| West Bromwich Albion (cedido) | Inglaterra | 2005      |
| Sunderland                    | Inglaterra | 2007-2012 |
| Fulham                        | Inglaterra | 2012-2014 |
| Aston Villa                   | Inglaterra | 2014-2016 |
| Cardiff City                  | Gales      | 2016      |